# Адміністративно-територіальний поділ Речі Посполитої

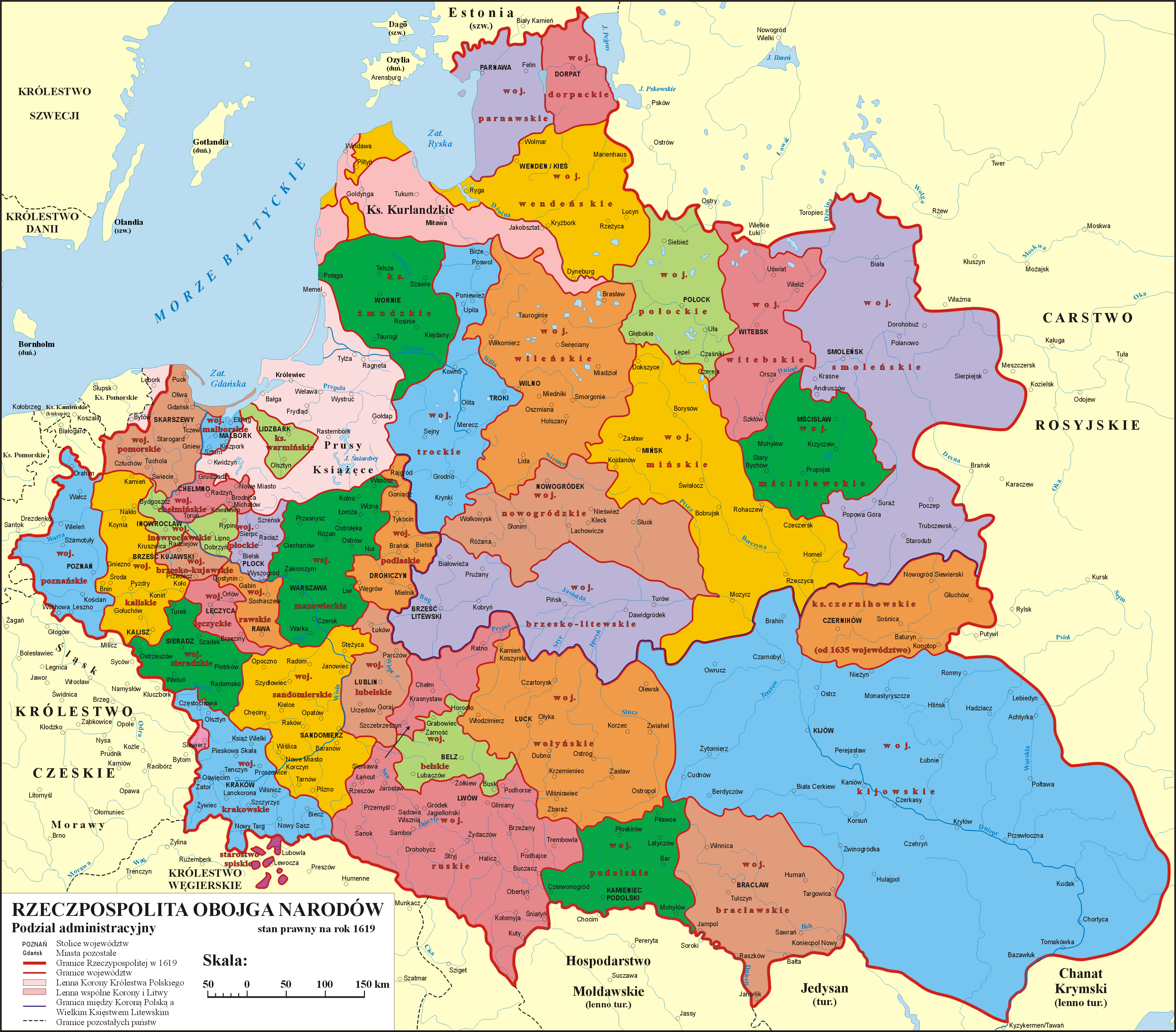
Воєводства Речі Посполитої (1619).

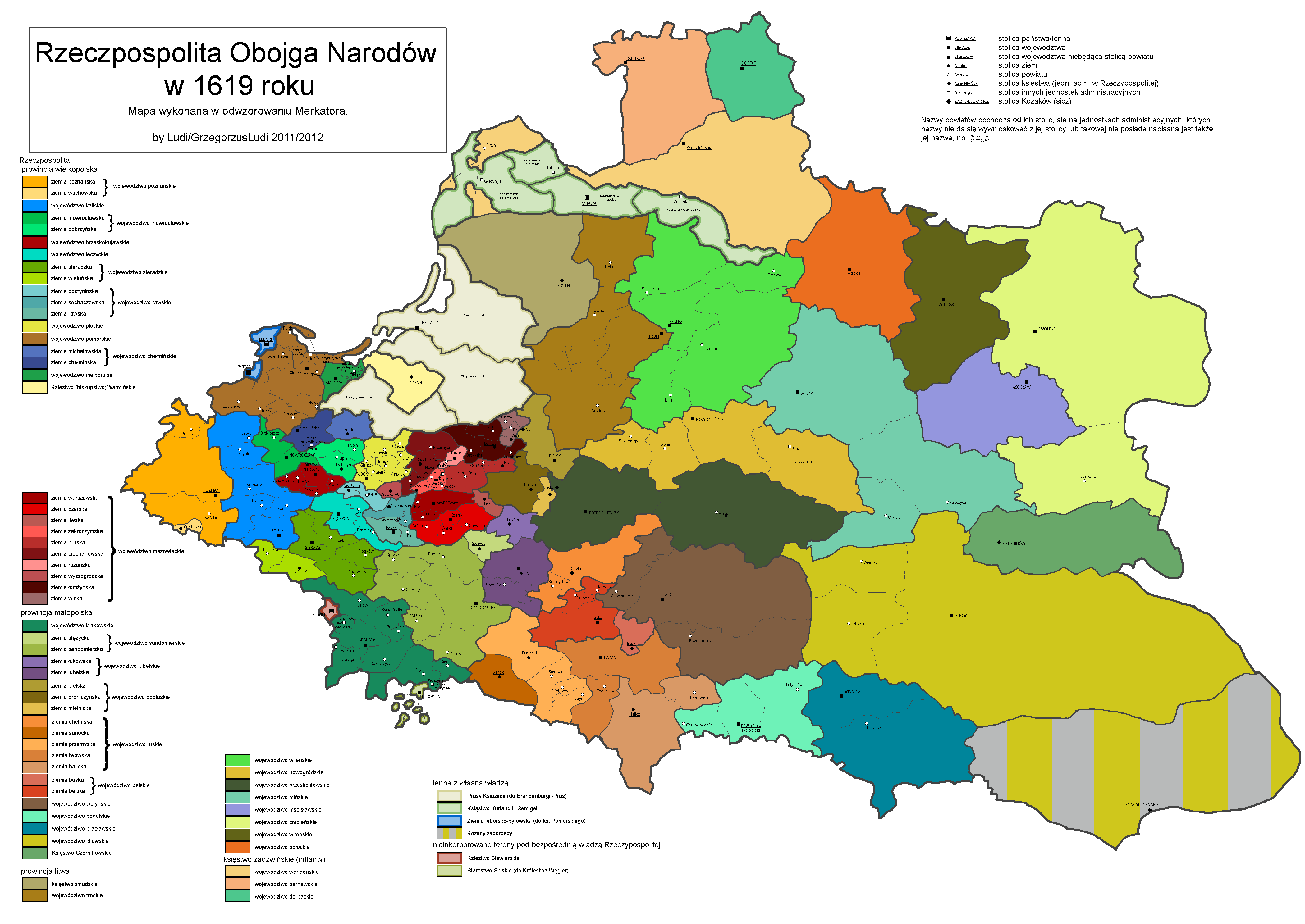
Адміністративна карта Речі Посполитої з повітами (1619).

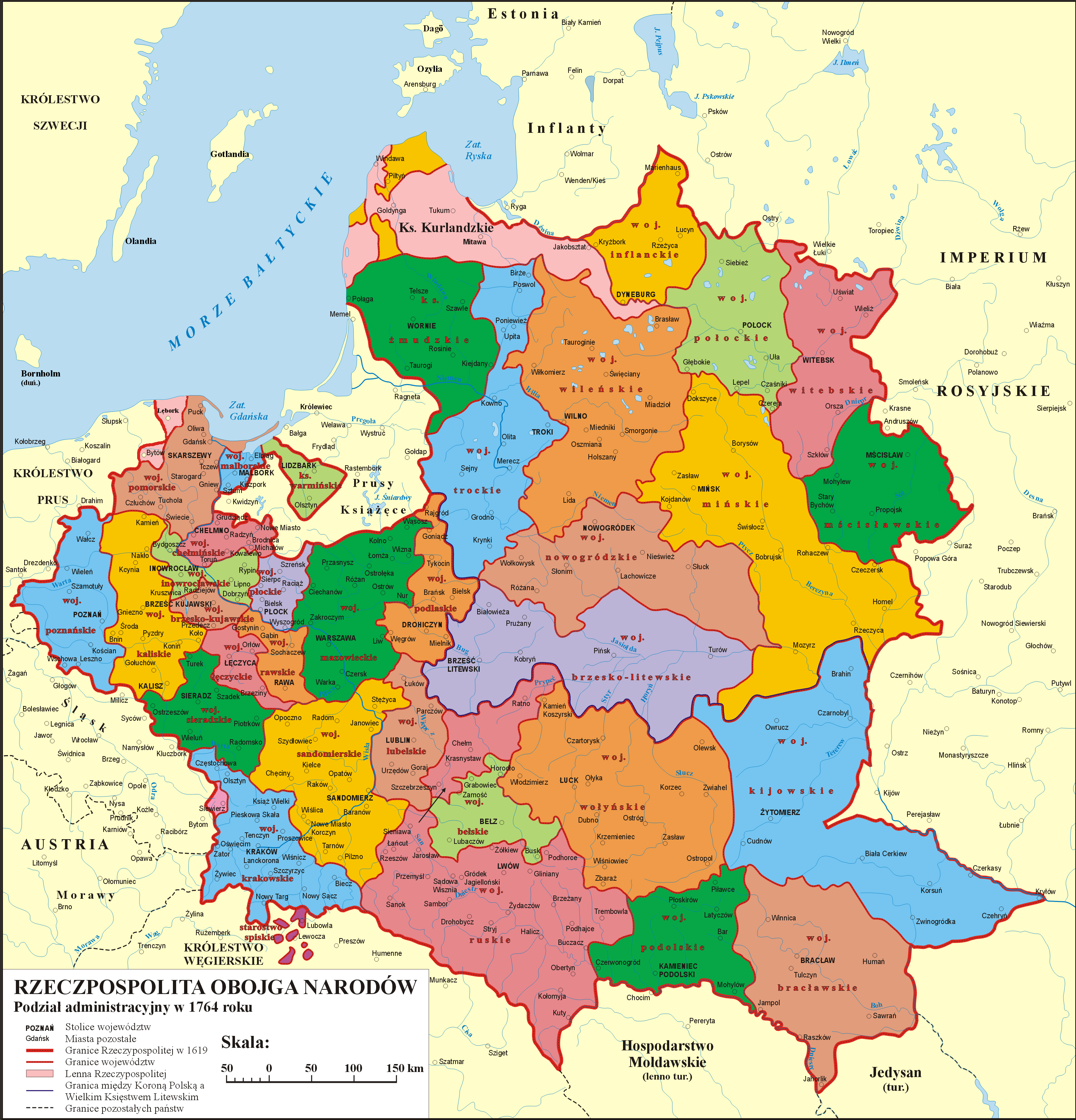
Воєводства Речі Посполитої (1764).

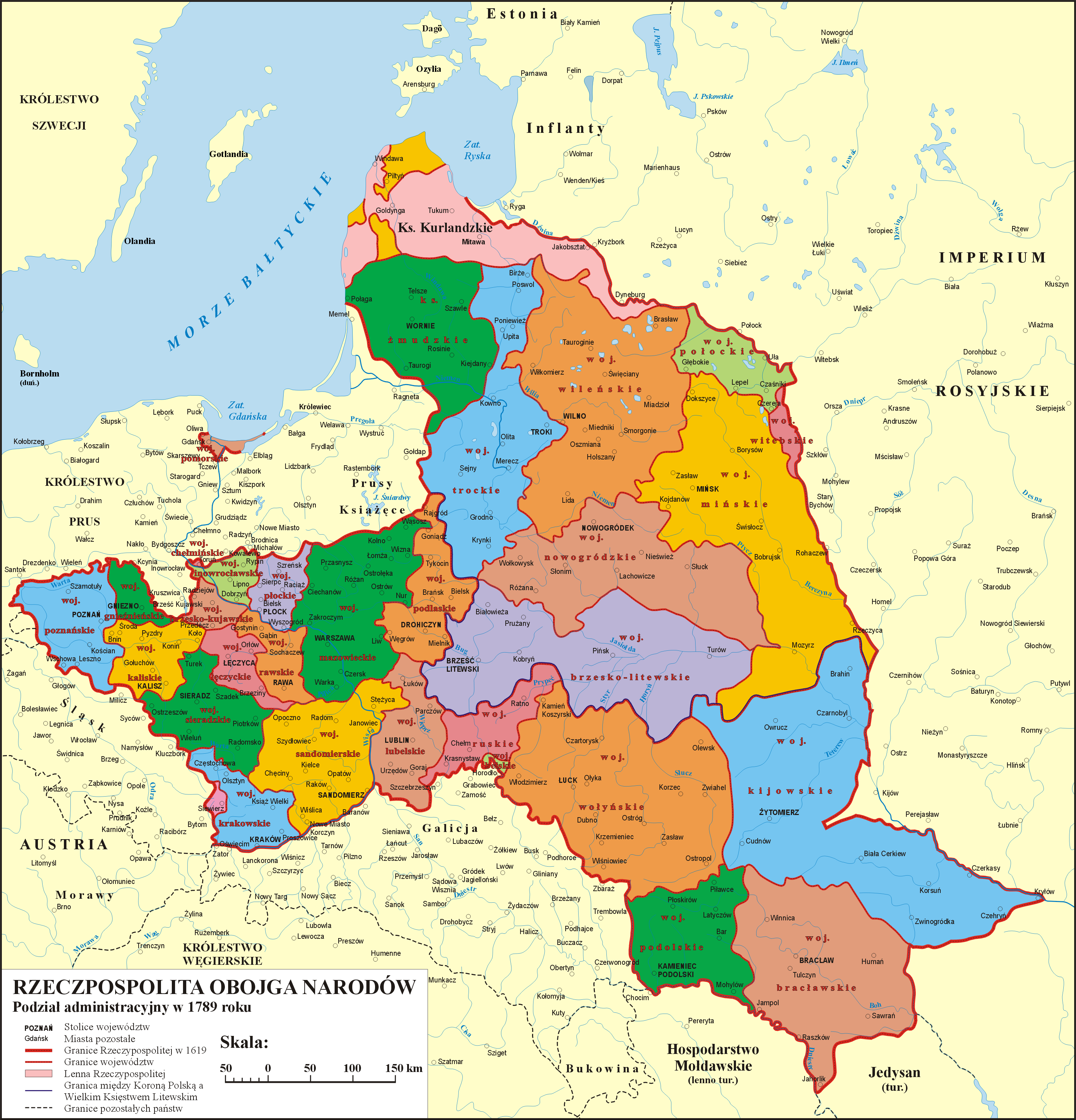
Воєводства Речі Посполитої (1789)

Регіони Речі Посполитої.

Адміністративно-територіальний поділ Речі Посполитої склався внаслідок підписання Люблінської унії 1569 і утворення І Речі Посполитої Обох Народів у складі Корони королівства Польщі (Корони) і Великого князівства Литовського (Литви), які зберігали певну автономію внутрішнього устрою. Також до складу І Речі Посполитої увійшла Лівонія (Інфланти), що увійшли до її складу 1561 року внаслідок розпаду Лівонського Ордену і де поділ на воєводства провели 1598 року. Тоді ж було утворене герцогство Курляндії і Семигалії, що визнало себе васалом польського короля.

## Таблиця
І Річ Посполита складалась із воєводств, згрупованих у двох провінціях Корони, воєводств Литви, недавно приєднаної Лівонії та ленних володінь.
| Корона Польська                                |                             |                             |                     |                         |
| Великопольська провінція                       | великопольські воєводства   |                             |                     |                         |
| Великопольська провінція                       | мазовецькі воєводства       |                             |                     |                         |
| Великопольська провінція                       | прусські воєводства         |                             |                     |                         |
| Малопольська провінція                         |                             |                             |                     |                         |
| малопольські воєводства                        |                             |                             |                     |                         |
| руське воєводство                              |                             |                             |                     |                         |
| Велике князівство Литовське                    | Велике князівство Литовське | Велике князівство Литовське | Литовська провінція | литовські воєводства    |
| Велике князівство Литовське                    | Велике князівство Литовське | Велике князівство Литовське | Литовська провінція | жемайтійське князівство |
| Лівонія                                        | Лівонія                     | Лівонія                     | Лівонія             | інфлянтські воєводства  |
| Ленні володіння і залежні держави та території |                             |                             |                     |                         |

## Воєводства, ленні володіння, залежні держави та території
| Регіон                           | Воєводство | Воєводство                       | Центр           | Сейм            | Утворено          | Повіти            | Площа (км²) |
| -------------------------------- | ---------- | -------------------------------- | --------------- | --------------- | ----------------- | ----------------- | ----------- |
|                                  |            |                                  |                 |                 |                   |                   |             |
| Корона Польська                  |            |                                  |                 |                 |                   |                   |             |
|                                  |            |                                  |                 |                 |                   |                   |             |
| Великопольська провінція         |            |                                  |                 |                 |                   |                   |             |
| Великопольща                     |            | Познанське воєводство            | Познань         | Середа          | 1314              | 4                 | 16166       |
| Великопольща                     |            | Калішське воєводство             | Каліш           | Середа          | 1314              | 6                 | 16523       |
| Великопольща                     |            | Гнєзненське воєводство           | Гнєзно          | Коло            | 1768              | 3                 | 7660        |
| Великопольща                     |            | Сєрадзьке воєводство             | Серадз          | Шадек           | 1339              | 6                 | 11689       |
| Великопольща                     |            | Ленчицьке воєводство             | Ленчиця         | Ленчиця         | 1339              | 3                 | 4378        |
| Великопольща                     |            | Берестейське воєводство          | Берестя         | Радзеїв         | 1314              | 5                 | 3277        |
| Великопольща                     |            | Іновроцлавське воєводство        | Іновроцлав      | Радзеїв         | 1364              | 5                 | 5877        |
| Мазовія                          |            | Равське воєводство               | Рава-Мазовецька | Рава-Мазовецька | 1462              | 6                 | 6200        |
| Мазовія                          |            | Плоцьке воєводство               | Плоцьк          | Рацяж           | 1495              | 8                 | 3591        |
| Мазовія                          |            | Мазовецьке воєводство            | Варшава         | Варшава         | 1529              | 25                | 22572       |
| Королівська Пруссія              |            | Хелмінське воєводство            | Хелмно          | Ковалево        | 1466              | 7                 | 4654        |
| Королівська Пруссія              |            | Мальборкське воєводство          | Мальборк        | Штум            | 1466              | 4                 | 2096        |
| Королівська Пруссія              |            | Поморське воєводство             | Скаршеви        | Старогард       | 1466              | 8                 | 12907       |
| Малопольська провінція           |            |                                  |                 |                 |                   |                   |             |
| Малопольща                       |            | Краківське воєводство            | Краків          | Новий Корчин    | 1314              | 8                 | 19028       |
| Малопольща                       |            | Сандомирське воєводство          | Сандомир        | Опатов          | 14 ст.            | 6                 | 25727       |
| Малопольща                       |            | Люблінське воєводство            | Люблін          | Люблін          | 1474              | 3                 | 11034       |
| Русь                             |            | Підляське воєводство             | Дорогочин       | Дорогочин       | 1513              | 3                 | —           |
| Русь                             |            | Руське воєводство                | Львів           | Судова Вишня    | 1434              | 13                | 82990       |
| Русь                             |            | Белзьке воєводство               | Белз            | Белз            | 1462              | 4                 | 9000        |
| Русь                             |            | Волинське воєводство             | Луцьк           | Луцьк           | 1566              | 3                 | 38324       |
| Русь                             |            | Подільське воєводство            | Кам'янець       | Кам'янець       | 1434              | 3                 | 19152       |
| Русь                             |            | Київське воєводство              | Київ            | Житомир         | 1471              | 3                 | 200000      |
| Русь                             |            | Брацлавське воєводство           | Брацлав         | Вінниця         | 1566              | 2                 | 31660       |
| Русь                             |            | Чернігівське воєводство          | Чернігів        | Чернігів        | 1635              | 2                 | —           |
|                                  |            |                                  |                 |                 |                   |                   |             |
| Велике князівство Литовське      |            |                                  |                 |                 |                   |                   |             |
|                                  |            |                                  |                 |                 |                   |                   |             |
| Литовська провінція              |            |                                  |                 |                 |                   |                   |             |
| Литва                            |            | Віленське воєводство             | Вільна          | Вільна          | 1413              | 5                 | 44200       |
| Литва                            |            | Троцьке воєводство               | Троки           | Троки           | 1413              | 4                 | 31200       |
| Литва                            |            | Новогрудське воєводство          | Новогрудок      | Новогрудок      | 1507              | 3                 | 33200       |
| Литва                            |            | Берестейське воєводство          | Берестя         | Берестя         | 1566              | 2                 | 40600       |
| Литва                            |            | Мінське воєводство               | Мінськ          | Мінськ          | 1566              | 3                 | 55500       |
| Литва                            |            | Мстиславське воєводство          | Мстислав        | Мстислав        | 1566              | —                 | 22600       |
| Литва                            |            | Вітебське воєводство             | Вітебськ        | Вітебськ        | 1503              | 2                 | 22600       |
| Литва                            |            | Полоцьке воєводство              | Полоцьк         | Полоцьк         | 1504              | —                 | 21800       |
| Литва                            |            | Смоленське воєводство            | Смоленськ       | Смоленськ       | 1508              | 2                 | 53000       |
| Жемайтія                         |            | Жемайтійське князівство          | Ворни           | Россієни        | 1219              | 3                 | 23300       |
|                                  |            |                                  |                 |                 |                   |                   |             |
| Лівонія                          |            |                                  |                 |                 |                   |                   |             |
|                                  |            |                                  |                 |                 |                   |                   |             |
| Інфлянти                         |            |                                  |                 |                 |                   |                   |             |
| Лівонія                          |            | Венденське воєводство            | Венден          | Венден          | 1598              | —                 | 30000       |
| Лівонія                          |            | Дорпатське воєводство            | Дорпат          | Венден          | 1598              | —                 | 9000        |
| Лівонія                          |            | Парнавське воєводство            | Парнава         | Венден          | 1598              | —                 | 12000       |
| Лівонія                          |            | Інфлянтське воєводство           | Динебург        | Динебург        | 1620              | 4                 | 12000       |
|                                  |            |                                  |                 |                 |                   |                   |             |
| Ленні території, залежні держави |            |                                  |                 |                 |                   |                   |             |
|                                  |            |                                  |                 |                 |                   |                   |             |
| Регіон                           | Васал      | Васал                            | Столиця         | Столиця         | Період залежності | Період залежності | Площа (км²) |
| Курляндія                        |            | Герцогство Курляндії і Семигалії | Мітава          | Мітава          | 1562 — 1756       | 1562 — 1756       | 27286       |
| Княжа Пруссія                    |            | Прусське герцогство              | Кенігсберг      | Кенігсберг      | 1525 — 1618       | 1525 — 1618       | —           |
| Померанія                        |            | Лемборсько-битівська земля       | Лемборк і Битів | Лемборк і Битів | 1526 — 1657       | 1526 — 1657       | —           |
| Вармія                           |            | Вармійське князівство            | Лідзбарк        | Лідзбарк        | 1466 — 1772       | 1466 — 1772       | 4249        |
| Запорожжя                        |            | Військо Запорозьке               | Січ             | Січ             | 1572 — 1648       | 1572 — 1648       | —           |
| Сілезія                          |            | Севезьке князівство              | Севеж           | Севеж           | 1312 — 1795       | 1312 — 1795       | —           |
| Словаччина                       |            | Спишське староство               | Любовня         | Любовня         | 1412 — 1772       | 1412 — 1772       | —           |